# ريني ريبيرا
ريني ريبيرا (بالإسبانية: Renny Ribera) هو مدرب كرة قدم ولاعب كرة قدم بوليفي في مركز ظهير ‏، ولد في 30 يناير 1974 في سانتا كروز دي لا سييرا في بوليفيا. شارك مع منتخب بوليفيا تحت 20 سنة لكرة القدم ومنتخب بوليفيا لكرة القدم. أما مع النوادي، فقد لعب مع ذي سترونغيست ونادي بوليفار ونادي ريال بوتوسي.

## وصلات خارجية
- ريني ريبيرا على موقع الاتحاد الدولي (مؤرشف)  (الإنجليزية)
- ريني ريبيرا على موقع قاعدة بيانات كرة القدم.إي يو (الإنجليزية)
- ريني ريبيرا على موقع ناشيونال فوتبول تيمز (الإنجليزية)
- ريني ريبيرا على موقع عالم كرة القدم.نت (الإنجليزية)